# 波斯尼亚和黑塞哥维那共和国
波斯尼亞和黑塞哥維那共和國是波斯尼亞和黑塞哥維那的前身國家。波斯尼亞和黑塞哥維那共和國一直存在至岱頓協定簽署。在波黑戰爭期間，塞爾維亞人、穆斯林和克羅地亞人互相展開了大規模的種族清洗，超過200萬難民流離失所。直到簽署岱頓協議之後，戰爭才得到結束。波黑目前由兩個政治實體構成，分別是波斯尼亞和黑塞哥維那聯邦及塞族共和國。此外，布爾奇科是有自治權的特區。